# 天主教卡拉瓦依略教區
天主教卡拉瓦依略教區（拉丁語：Dioecesis Carabaillensis）是秘魯一個羅馬天主教教區，屬利馬總教區。
教區成立於1996年12月14日，位於利馬省北部。2006年有教友2,053,000人（佔轄區總人口87.0%）、四十一個堂區、九十九名司鐸。現任教區主教為利諾·帕尼薩·里切羅。